# 마이클 돈
마이클 돈(영어: Michael Dorn, 1952년 12월 9일 ~ )은 미국의 배우이자 성우이다.

## 출연 작품
- 스타트렉7
- 스타트렉9 : 최후의 반격